# Atrahasis

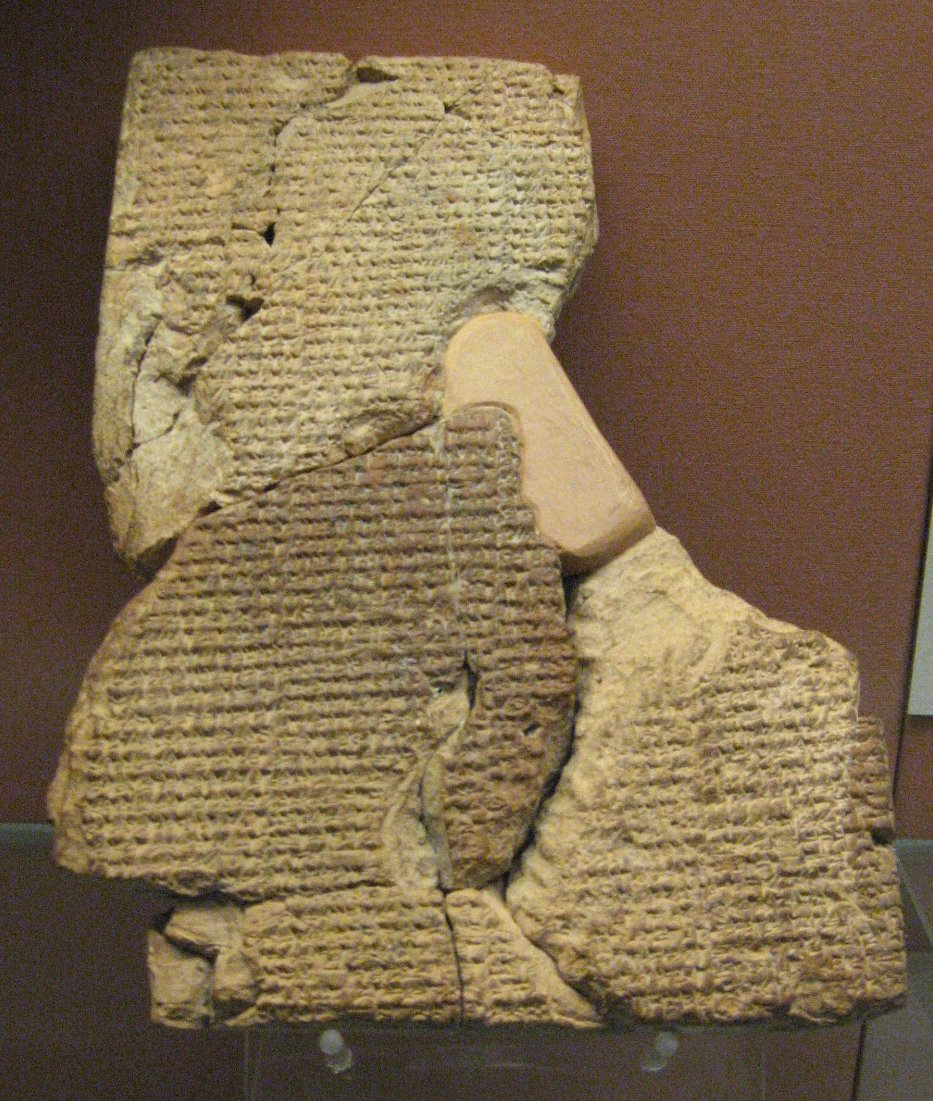
Tábua cuneiforme com o épico Atrahasis atualmente no Museu Britânico

A Epopeia de Atrahasis é um poema épico da mitologia suméria, sobre a criação e o dilúvio universal.
A sua cópia mais antiga data de 1 600 a.C., quando a civilização suméria desaparece ante as invasões dos hititas, e acredita-se que esteja ligada às tradições próprias do templo da cidade-estado de Eridu, vizinha à antiga foz do rio Eufrates. É um dos mitos de criação mais antigos da região do Médio Oriente, narrando a trajetória de Atrahasis ("o muito inteligente").

## A estrutura
Fonte:
- Os Deuses Inferiores têm que trabalhar muito e começam a reclamar
- Revolta dos Deuses Inferiores
- Negociações com os Grandes Deuses
- Proposta para criar humanos, para aliviar os Deuses Inferiores de seu trabalho
- Criação do homem
- Comportamento ruidoso do homem; novas queixas dos deuses
- A decisão do deus supremo Enlil de extinguir a humanidade por um Grande Dilúvio
- Atraḥasis é avisado em um sonho
- Enki explica o sonho para Atraḥasis (e trai o plano)
- Construção da Arca
- Embarque na Arca
- Partida
- A grande inundação
- Os deuses estão famintos porque não há mais fazendeiros para trazer sacrifícios
- Decidem poupar Atraḥasis, mesmo sendo um rebelde
- Regulamentos para reduzir o ruído: parto, mortalidade infantil e celibato

## A narrativa
Estando os deuses reunidos, Anu, pai dos deuses, admite que os rebeldes tinham motivos para as suas queixas. Os deuses decidiram então criar o homem, para que este se encarregasse do serviço dos deuses. Ea (ou Enqui), deus das águas, deu então o seguinte conselho:
"... que se degolasse um deus e todos os demais deuses se purificassem no banho de seu sangue. E que a sua carne e o seu sangue, Nintu (ou Mami), a deusa-mãe, misturasse um pouco de argila, de maneira a que deus e homem estivessem misturados, constituindo assim uma só carne e um só espírito."
Os deuses presentes concordaram e degolaram Ué, um deus desconhecido. Ea e a deusa-mãe chamaram então as sete genitoras, que se puseram a pisar a argila ao som de encantamentos mágicos. A deusa-mãe cortou então catorze pedaços de argila, sete à esquerda e sete à direita, e as deusas deram à luz sete varões e sete mulheres que, imediatamente, foram juntos aos pares, e a raça humana recebeu as leis do trabalho.